# Vaahersalonlampi
Vaahersalonlampi är en sjö i kommunen Rantasalmi i landskapet Södra Savolax i Finland. Sjön ligger 75,9 meter över havet. Arean är 65 hektar och strandlinjen är 5,33 kilometer lång. Sjön  ingår i Vuoksens huvudavrinningsområde.   Den ligger omkring 73 kilometer nordöst om S:t Michel och omkring 280 kilometer nordöst om Helsingfors. 